# 一江山岛战役
28°37′N 121°49′E / 28.61°N 121.82°E
一江山島戰役是1955年1月18日上午7時許，中国人民解放军與中華民國國軍於第一次台灣海峽危機中在浙江省一江山島（现属台州市椒江区）進行的戰役。解放軍華東軍區部隊发动攻岛作战，此为解放軍首次陸海空三軍協同作戰，大舉進攻大陳島門戶一江山島。戰鬥历时两天，至1月19日2時，解放軍佔領該島。国军一江山島上校指揮官王生明阵亡，副指揮官王輔弼被俘，國軍與解放軍阵亡、被俘的人數存在爭議。

## 背景

### 解放军筹划

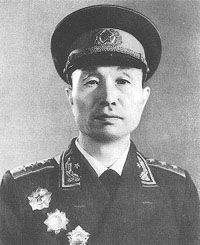
解放军一江山岛战役指挥官张爱萍上将

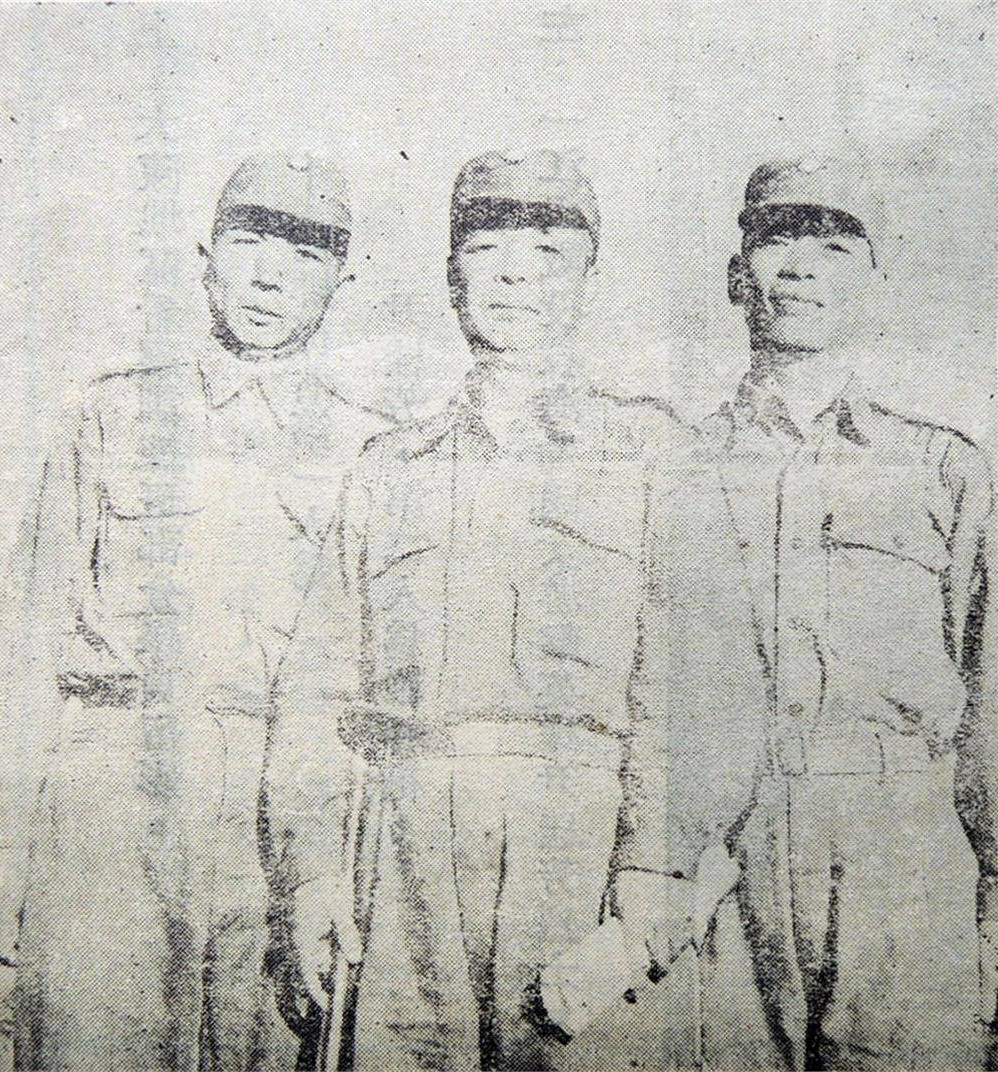
一江地區司令王生明與參謀長王日誥(左)、補給組長周元(右)在一江山合影

在第二次国共内战中，解放军已经于中国大陆取得全面胜利。1949年4月4日，解放军第三野战军副司令员粟裕、参谋长张震奉中國共產黨中央军委命令，在江苏省泰县白马庙乡建立渡江战役指挥部，接管国军投诚舰艇以组建一支保卫沿海沿江的海军部队。1949年4月23日，华东军区海军领导机构在白马庙乡成立，张爱萍任司令员兼政委，中国人民解放军海军从此诞生。10月1日，中华人民共和国成立，之后，解放军又陆续攻占舟山群岛、台山列岛等沿海岛屿。在金门战役失利后，解放军认真总结，发展海军，又陆续攻佔洞头岛、头门山岛等沿海岛屿。

### 国军袭扰东南沿海
1950年6月25日，朝鲜战争爆發。6月26日，美國總統哈利·S·杜魯門命令第7艦隊開進台灣海峽。10月19日晚，中國人民志願軍渡過鴨綠江，參加朝鲜战争。12月，中華人民共和國正式拒絕接受聯合國停火決議後，美國參謀長聯席會議為減緩在朝鮮的壓力，立即制定一份中華民國國軍行動綱領，想利用最少的美軍資源，幫助國軍進行遊擊戰，來達到削弱甚至推翻中華人民共和國的目的。美方對蔣中正態度與朝鲜战争爆發前相比可說是一百八十度的轉變。
1951年7月後數月裡，美方不斷向台北推銷反攻海南島方案。基於政治現實以及軍事風險的考量，蒋介石並不贊同美國的方案，但支持對中國大陸沿岸采取突襲行動。

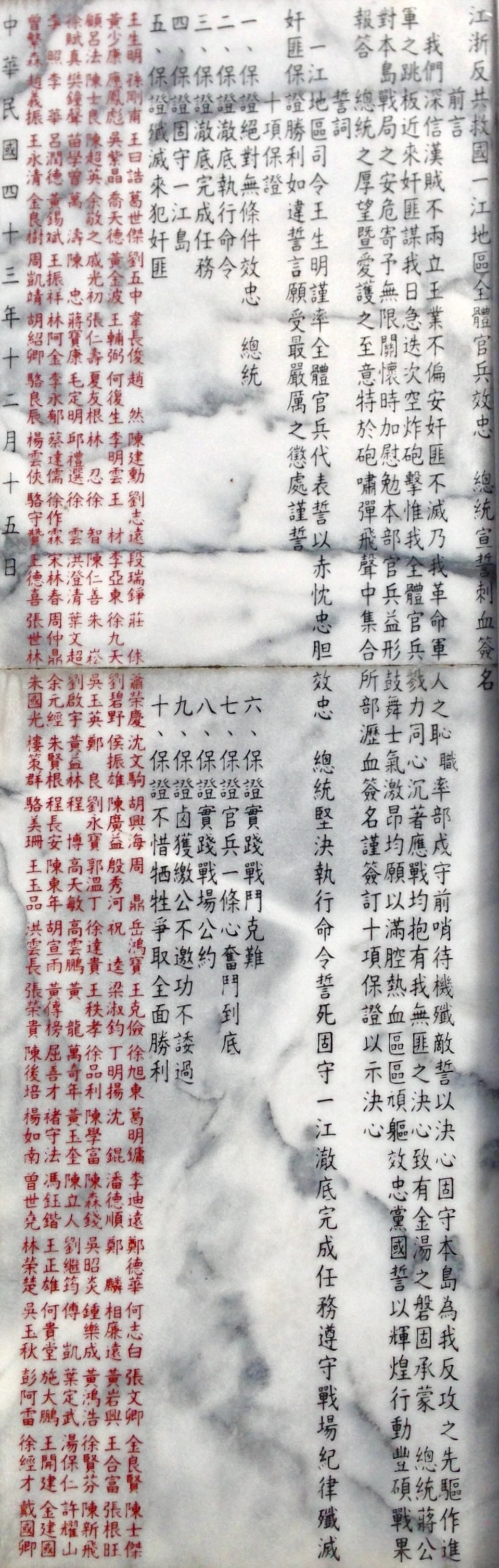
位在新北市中和區一江新城的一江山殉難烈士紀念碑，刻有守軍的血書。

1951年3月，中央情報局人員與軍火物資開始大批湧入台灣，並以「西方公司」名義進行活動。當時浙江外海的一連串小島由中華民國政府控制，包括漁山、披山、南麂、北麂、一江山以及上、下大陳島等地，被選定為西方公司人員進行整編、訓練游擊隊，並且實施沿海秘密突襲任務的行動基地。1952年，胡宗南化名秦東昌，出任中華民國浙江省政府主席，轄區只有浙江沿海少數離島。胡宗南將卅多股各自為政的游擊武力，整編為江浙反共救國軍六個大隊，將船隻整編為海上突擊總隊。胡宗南开始进攻大陆沿海地区和岛屿。胡宗南以大陈岛為總部。1952年6月10日，突袭黄焦岛；7月11日，突袭跪人山、松门角、白带门；8月14日进占南北鹿山岛，15日突袭沙埕港，17日突袭平阳县金镇卫。虽然这些袭击均被解放军击退，但也使解放军加深了必须要夺取全部浙东沿海岛屿的意识。

### 解放军前期攻岛作战
1953年朝鲜战争停戰，解放军開始將重心從朝鮮半島移到台灣問題上，1953年5月至6月20日，解放军攻占大鹿山岛、小鹿山岛、鸡冠山岛、羊屿、积谷山岛等，胡宗南無力奪回。
胡宗南被调回台湾，由陆军中将刘廉一接任大陈防卫司令。

### 渡海进攻大陈岛战役决策
1951年3月，张爱萍调任华东军区参谋长。1951年7月，陈毅要求张爱萍调研攻取闽浙沿海岛屿的方案，张爱萍提出了“从北往南打”。1952年4月29日，军委作战部长张震受华东军区委托，给中央军委、毛泽东的报告中提出，以当时驻浙东、闽东北的第二十一军的2个师在海空军支援下攻打上、下大陈，然后攻佔浙东其它沿海岛屿。毛泽东的批示是等到朝鲜停战后再议。第二十一军随后赴朝轮战。1953年1月，张爱萍带队到福建前线考察，得出的结论是把由北向南攻佔闽浙岛屿改为由南向北，即先攻占大、小金门，不战或小战一举攻佔其他闽浙岛屿。军委对此表示赞成，准备以海陆空20万人实施该战役，首先在海岸线的福清、同安、漳州抢修机场，铁道兵修建鹰厦铁路和厦门岛与大陆之间的海堤铁路。
朝鲜战争停战后，1953年8月美国与国军在台湾海峡举行首次联合军事演习，公开宣示武装保卫台湾的决心。1953年底，毛泽东在杭州召开的军委会议上提出可以腾出手来解决台湾问题了。1954年初开始酝酿中美共同防御条约。在此背景下，解放军难以在大、小金门大打，只能改为由北向南、以岛攻岛，以中小规模战斗战役试探出美军投入中国大陆近海交战的底线。毛泽东说：“形势变了，准备打大陈，先解决浙江沿海岛屿，估计美帝不会有大的干涉。你们就准备吧。”
1954年7月中旬，中央军委命令华东军区：华东军区应于九、十月间，以空、海军轰炸大陈之敌，并以一部陆军部队攻佔一江山岛。
1954年8月2日彭德怀在总参谋部主持召开攻佔浙闽沿海岛屿作战会议。总参谋长粟裕、作战部部长张震、铁道部部长吕正操、通信部部长王诤、海军副司令员方强、空军副司令员王秉璋和沈阳军区副司令员邓华等参加了会议。听取了华东军区参谋长张爱萍关于攻佔大陈岛战役方案的专题汇报。彭德怀基本同意华东军区的这个作战设想，但强调一定要作好充分准备，慎重初战，攻则必胜。会议结束时，粟裕要求张爱萍拟定一个详细的作战预案，再来北京向中央军委汇报一次，以作出最后决策。会议确定了以一江山岛为初战目标：坚决攻占一江山，全歼守敌，并巩固该岛的防御，为攻佔大陈创造有利的条件，为攻佔台湾而斗争。选择一江山而不是直攻大陈的理由是：
- 一江山位于大陆到大陈的航线中途，严重妨碍了两栖船队集结、航渡、直取大陈。一江山是大陈的门户和前哨，夺取一江山可以作为进攻大陈的前进基地
- 一江山距离解放军控制的岛礁较近，距离大陆仅5海里，可以部署地面炮兵直接覆盖一江山，有利于即时应召火力支援。大陈岛距离大陆15海里.
- 一江山守军仅1,000余人，是大陈的十分之一，符合先打弱敌的原则
- 1951年12月15日解放军曾一度攻佔过一江山，了解岛上情况

张爱萍回到南京立即召开作战会议，研究制订作战方案。8月10日，华东军区下达了攻佔大陈岛的预先号令。8月13日，中央军委批准华东军区设立浙东前线指挥部。8月20日，张爱萍派华东军区作战处长石一宸带着军区制订的详细作战方案进京汇报。8月22日，总参谋长粟裕听取了石一宸的汇报，表示同意。8月24日，彭德怀听取了石一宸的汇报，并强调说：“人们常说，‘杀鸡焉用牛刀’，这次我们就是要用宰牛的刀去杀鸡。这是我们首次三军联合作战，只能胜利，不能失败。三军渡海作战的难度大，要求高，指挥复杂，我军没有成熟的经验，一定要慎重初战。”8月24日19点30分，华东军区收到了总参谋部的电报：“同意石一宸同志代表军区汇报的作战方案，可先着手准备。”接着，中央军委又发来三条指示：
1. . 要充分准备，有把握后才发起攻击；
2. . 在组织海军和空军行动中，要严格掌握对美国的政策，既不主动惹事生非，又不示弱的自卫原则；
3. . 从小到大，从实践中训练和锻炼部队，为攻佔整个敌占岛屿创造条件。

中央军委决定：为及时指导和总结解放军首次三军协同作战经验，将浙东前线指挥部归中央军委直接指挥。8月25日，华东军区向中央军委报送浙东前线指挥部组成人员名单，2天后获批。8月31日，解放军浙东前线指挥部（对内称华东军区前指）在宁波天主教堂的大院里成立，代表华东军区负责对浙东的海陆空交战实施统一指挥，标志着一江山岛战役正式开始（直至1955年2月24日战役结束）。
- 浙东前线指挥部（“前指”）
  - 司令员兼政治委员张爱萍（华东军区参谋长兼，负责组织指挥大陈列岛战役[11]。
    - 助手：陆军参谋方中岳、海军参谋郑武、空军参谋袁仲仁

  - 副司令员
    - 聂凤智（华东军区空军司令员）
    - 彭德清（华东军区海军副司令员）
    - 马冠三（华东军区海军参谋长）
    - 林维先（浙江军区司令员）

  - 参谋长 王德（华东军区副参谋长）
  - 作战处
  - 情报处
    - 气象科长徐杰

  - 通信处：建立了三军共400多部电台的无线电通信部，确保了三军联合作战时各军兵种互联互通。陆海协同规定，在航渡时统一使用海军通信工具，禁止使用陆军通信工具，只有转变为登陆队形时才能使用陆军通信工具。陆空协同规定，空军派出辅助指挥所进驻登陆指挥所引导轰炸机、强击机行动，并派出引导组（员）加入登陆第一梯队的营、连指挥所。
- 空军浙东指挥所：指挥员聂凤智（华东军区空军司令员兼）
- 海军浙东前线指挥所：指挥员陶勇（华东海军司令员兼） 
  - 华东海军温台巡防区副司令员陈雪江
- 浙东前线陆军指挥员黄朝天（第二十军副军长兼）
- 华东军区政治工作组
- 联合后方勤务部（简称“联勤”）：由浙江军区、步兵第60师、海军舟山基地、海军宁波基地抽调的154名干部组成。
  - 水面救护队，负责渡海航渡中的伤员救护，配有专职军医、卫生员、打捞人员。
  - 地方支前指挥部：动员台州2万多支前民兵运输军需物资3,500吨、油料51,750吨，专门组织了后送伤员和烈士遗体的渔船队。海门组织青年成立救护伤员的献血队。

前指组织了陆海空三军的作战参谋拟定了协同作战计划：明确了“以陆军（登陆部队）的需要为需要，以陆军（登陆部队）的胜利为胜利”；陆海协同指挥、舰炮轰陆以登陆步兵为主；海空协同以飞机的行动为主；空地协同要求强击机俯冲突击一次，步兵就要冲锋一次。从1954年8月开始，参战三军部队组织了近6个月的临战突击训练，并在大、小猫山举行了模拟一江山作战的三军实兵实弹登陆演习。
为解决滩头坚固设防阵地对登陆艇与泛水的步兵的压制，解放军决定把战防炮装上登陆艇，以直射火力摧毁阻碍登陆兵涉水上岸的火力点。
按照慎重初战、牛刀杀鸡的原则，经过作战模型计算，调集使用17个兵种、28个战术群：
- 陆军：
  - 步兵第60师178团、180团（欠1个营）；共计4个加强营，3,600人，3倍于國军
  - 炮兵122榴弹炮2个营、76.2野炮1个营、75山炮2个连、120迫击炮2个连。4个营又12个连，火炮119门，高炮6个营60门，5倍于國军
- 空军：轰炸航空兵第20师60团、歼击航空兵第3师、第12师。
- 海军：
  - 航空兵5个团，
  - 舰艇、船186艘（其中护卫舰4艘、炮舰2艘、鱼雷艇12艘、炮艇24艘、火箭炮船6艘、各种登陆舰艇、运输船138艘）
  - 2个海岸炮兵连。

### 解放军夺取浙东近海的制空权制海权
1954年3月18日，解放军海军航空兵第二师从朝鲜前线调防浙东，开始通过空中交战的方式来争夺战区制空权。首次空战击落国军飛机2架。真正激烈的控制较量是在5月15日解放军发起攻击东矶列岛当天，国军空军和解放军海军航空兵在东矶列岛上空进行了一系列激烈争夺。2架国军飛机逼近解放军集结地域，被海航二师六团击落击伤各一架。5月18日解放军海军瑞金号炮舰被4架国军飛机炸沉，10个小时后海航击落1架试图攻击在六横岛水域解放军舰艇的国军飛机。5月19日，台北举行连任总统大典当天，12架国军飛机利用复杂气象条件对东矶列岛和海门港的解放军舰艇实施轰炸，被海航击落6架、击伤2架。解放军方面的战史认为：海军航空兵第二师从3月18日至7月初起飞歼击机122批279架次，先后10次空中交战，取得了击落国军飛机11架、击伤5架，而己方几乎无损失的战果，夺取并控制了战区海域的白昼的制空权；国军空军战机的活动范围不再超越北纬27度线，停止了对解放军舰艇的空袭，偶尔夜间派出单机执行侦察飞行。此后战区基本不再发生空战，从11月1日起解放军空军与海航在战区开始侦察、轰炸作战飞行。
解放军进驻东矶列岛后，1954年7月开始秘密采取了一系列争夺制海权的部署：
1. 在东矶列岛当中的高岛建立一个对海监视雷达站。
2. 在头门山岛进驻了一个海岸炮兵连的四门130毫米海岸炮。当时130毫米海岸炮相当先进，射程与威力都有优势。
3. 在高岛设立鱼雷快艇秘密驻泊点

1954年9月15日和9月21日，空军和海军航空兵对大陈和一江山再次进行了侦照，从拍回来的照片中，发现一江山和头门山岛之间有一个小岛，名叫茶花岛。张爱萍立即决定派人夜间秘密上岛，白天在礁石上对一江山岛的地形和潮汐规律进行了两天两夜的观察，掌握核实涨潮和落潮的时间。

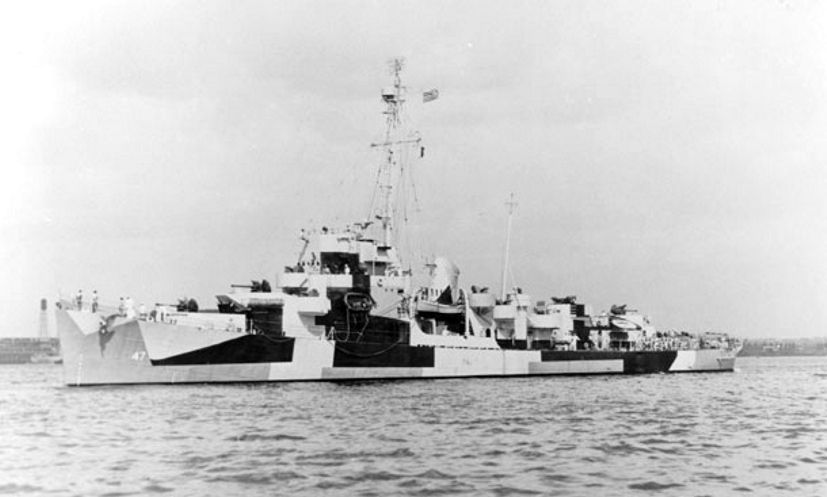
太平號護航驅逐艦

1954年10月下旬，高岛雷达站发现「太平」號護航驅逐艦经常到温州湾、台州湾、三门湾一带袭扰巡逻，摸清了该舰的夜间活动规律。10月25日，张爱萍亲自登上高岛核实了这一情报，定下了攻击「太平」號護航驅逐艦的作战决心。1954年11月3日，永春号炮舰在头门山附近海域活动，被解放军岸炮击伤，但还没有发现头门山部署了130毫米海岸炮。11月4日中华民国海军永定号炮舰在永嘉舰的配合下前来报复，在距头门山岛5000公尺距离处炮击头门山；解放军海岸炮静默没有还击。11月5日永定舰再次靠近头门山逼近距离一江山1500公尺处时，遭到130毫米海岸炮突然炮击，首发命中永定舰主桅，弹片使永定舰舰桥上的人员大部受伤，但永定舰舰长钟汉波没有受伤。此次海岸炮兵的战斗产生了巨大影响，部署在头门山的130毫米海岸炮已经完全覆盖一江山及周边海域，此后国军舰艇白天不再进入这一海域活动。
解放军海军四艘护卫艇拖带第31魚雷艇大隊第三支隊第一中队4艘P-4型魚雷艇155-158號进入高岛秘密驻泊点，随后护卫艇离开，鱼雷艇留在高岛。而国军大陈雷达站发现四个光点进入高岛，随后这四个光点离开高岛，所以判断是解放军海军的护卫艇到高岛巡视了一圈。1954年11月14日零时5分「太平」號護航驅逐艦被解放军海军高岛雷达站发现位于一江山东北的五棚屿海面，解放軍在高岛的4艘鱼雷艇在雷达引导下于零时50分对太平号发起攻击，3艘鱼雷艇同时发射6枚鱼雷，其中1枚命中「太平」号右舷。「太平」號在拖帶途中于7时40分在高岛附近沉沒。这次海战，为解放军海军鱼雷艇部队首次作战胜利，不仅鼓舞了解放军士气，也对国军海军起到了震撼的作用。
12月26日，解放军第31魚雷艇大隊第一中队出動6艘魚雷艇要攻擊往大陈岛的“太”字号護航驅逐艦，結果103、104艇互撞受損。
1955年1月10日夜，白天遭到地毯式轰炸的大陈港区，一艘海军“永”字级炮艇「靈江」号悄悄离开大陈向南疾驶，被解放军海军指挥所发现。正在大陈以西白岩山待机的鱼雷艇1大队的105、106、102艇奉命出击。可是攻击“永”字号没有成功，105、106两艇奉命返航。102艇却發現了國军炮舰“靈江”号，在艇长张逸民的指挥下，在逼近靈江号200米的危险情况下，用惟一的一发鱼雷将“靈江”号拦腰击断。102艇返航途中，张逸民就接到了浙东前线指挥所的电报给他记二等功。

### 解放军空军对大陈岛、一江山岛的战前轰炸封锁
隨著浙江黄岩路橋機場的落成，解放军为取得大陳地區海空優勢，调空12师进驻路桥，空11师进驻宁波，空20师（轰炸机师辖2个飞行团，师长马宁，副师长兼60团团长张伟良）进驻笕桥并调1个拉-11歼击机团（空军独立第一团）掩护。空军第11师（强击机师）的第31团与第33团第一飞行大队（暂称第31团第三飞行大队）转场至宁波栎社机场。1954年11月1日至1955年1月18日，空11师伊爾-10参加了解放浙东沿海岛屿战斗，共出动飞机78架次，对大陈岛、一江山岛有生力量和军事设施实施攻击，命中率90%，炸毁國军营房9栋，面积约8000平方米，击伤军舰3艘，毙伤20余人。直接参战的空31团及空33团1大队荣立集体二等功。
华东空军从1954年11月1日开始转入"轰炸封锁大陈岛作战"阶段，主要是以空军为主，协同海军舰艇和海岸炮兵，集中突击大陈海域的国军军舰，同时轰炸大陈岛上的军事目标。
解放军在夺取大陈地区制空权的过程中，从1954年11月1日，华东空军与海军航空兵歼击机、轰炸机、强击机共41架，在聂凤智和纪亭榭的统一指挥下，按预定计划从各机场起飞，空中编队向大陈岛飞去。所有飞机均保持无线电静默。强击航空兵副大队长王玉峰率领4架伊尔-10强击机，率先对大陈岛上的高炮阵地和雷达站猛烈突击。张伟良驾机率领9架圖-2轰炸机在独立一团8架拉-11歼击机护航下轰炸大陈岛军港，未取得战果。
11月2日，空军和海军航空兵再次出动强击机4架、歼击机6架，对一江山岛进行了第一轮俯冲扫射和轰炸。
11月3日，海军头门山海岸炮兵连的4门130巨炮，突袭了抵近侦察的国军扫雷舰“永春”号，該舰在连中数弹后離去。
11月4日，蒋介石召集了国军高级军事会议。会上，蒋介石指示国防部长俞大维、副参谋长余伯泉协同美军顾问团副團長麥唐納秘密赶赴大陈、一江山视察，勒令刘廉一必须严防死守。
至11月4日，解放军空军和海军航空兵先后出动轰炸机112架次，连续猛烈轰炸大陈岛和一江山岛，投弹1154枚。从11月2日到12月21日，浙东空军指挥所又先后5次组织轰炸机和强击机突击一江山、披山、渔山和大陈等岛屿及附近海域的国军舰艇，歼击机也轮番起飞在大陈地区上空进行掩护，使国军空军不敢出动到大陈地区迎击。由于缺乏经验，未能炸沉国军军舰，但迫使国军海军白天不在大陈地区停泊，只在夜间活动。11月18日和20日，空军和海军航空兵分别对渔山和披山二岛实施了大规模轰炸，以迷惑國軍。
1954年12月21日至1955年1月10日，解放军出动空军轰炸机28架次，强击机46架次，歼击机70架次，5次轰炸大陈岛。
1955年1月10日大批军舰给大陈岛运送补给。由于海上大风不能离港返航，驻泊在大陈锚地。在宁波的空军指挥所指挥员聂凤智命令从早上6时38分开始出动4批40架次伊尔-10强击机重点轰炸大陈岛军港。伊尔-10强击机飞行员刘建汉投下4颗100公斤航弹，3颗命中“中”字级修理舰「衡山」号。衡山舰原为中权号战车登陆舰，后留驻大陈锚地改为海上船舶修理中心，提供后勤维修支持，舰船在大陈地区一旦出现故障，无需开回台湾维修。解放军强击机共击伤3艘国军舰艇。中午12时30分张伟良率空60团三个大队28架圖-2中型轰炸机在8架拉-11驱逐机护航下，空中编队后低空无线电静默飞行，临空前爬升到3000米高度，张伟良机组与3中队宋宗周机组的两枚100kg航弹命中3号锚地的国军中海級戰車登陸艦202号“中权”舰的艏部中间与舯部右舷，舰上满载的汽油弹药殉爆；副团长宁福奎率领第三飞行大队在五号锚地炸伤“太和”号护航驱逐舰，舯部几乎被航空炸弹剖开，歪倒后正好靠住衡山舰的一侧才没有沉没；空60团的轰炸机被地面防空火力击伤3架。1955年1月10日这一天解放军出动飞机130架次，投弹709枚，取得了击沉中权号坦克登陆舰、重创衡山号修理舰和太和号护卫舰的战果，导致在一江山岛登陆与抗登陆战斗爆发后，大陈2万多守军没有登陆舰可以投送兵力支援一江山。自此，国军舰艇白天不在大陈港内停泊，出港在附近的海面疏散活动以躲避空袭，夜间才回到锚地休息、补充物资。解放军基本夺取了大陈海域的制海权，为解放军的登陆作战创造了有利条件。
到一江山登陆日止，解放军对大陈、一江山轰炸7次，投弹1600余枚，炸毁炸伤國軍5艘舰艇。

### 中美共同防御条约
1954年9月3日九三砲戰爆發，9月9日，美國國務卿杜勒斯由菲律賓返美途中，臨時決定到台北與蔣中正會面，國際間普遍視此為美國全力支持中華民國政府的一象徵。 9月中旬，蔣中正約見美國駐華大使藍欽與美軍顧問團團長蔡斯少將。蔣表示當朝鮮半島與中南半島遭受共產黨威脅時，美國很快地就伸出援手，如今中華民國代表自由世界，正與敵人激烈作戰，美國卻顯得「漠不關心」，蔣中正對此表示非常失望。在華府，美軍方高層絕大多數成員皆力主應以強硬姿態對付北京，並協助國軍部隊繼續控制金門、馬祖等外島。然而，當時華府反對美國以武力介入台海危機的聲浪亦不小，美國總統艾森豪決定與中華民國政府開始談判協防條約。10月12日，美國東亞助理國務卿勞伯森抵達台北。10月底，葉公超在華府與美國務院官員開始進行協防條約談判，協防條約於12月2日簽字
。

### 大陳與一江山的守軍
1953年5月西方公司撤离大陈岛。1953年7月初，“江浙反共救国军总指挥部”正式撤消。1953年8月，蔣中正派出陸軍第四十六師，並由留美的劉廉一中將擔任大陳防衛司令部司令官，取代與美國關係不佳的胡宗南，西方公司亦再度進駐。陸軍第四十六師防守大陳本島，救國軍駐守周邊的一江山、漁山、南麂島。劉廉一於1954年將王生明上校升任南麂地區司令。1954年10月，王生明晉任一江山地區司令，指揮突擊第4大隊、突擊第2大隊，第4中隊及炮兵第1中隊。1955年元旦，王生明獲頒第五屆戰鬥英雄第一名，並由蔣中正總統親自授獎。戰前王生明已經决定要死守一江山島。命令部隊中父子、兄弟必須撤退一人。

### 登陆作战日期选择
解放军气象部门判定1月17日至19日天气好，适宜登陆。为了隐蔽战役企图，实现战役的突然性，解放军对一江山和大陈进行了无规律炮击，普遍保持无线电静默以防止国军察觉到解放军在集结兵力、登船、航渡、即将开始火力准备。

## 戰役过程

### 陆海空火力准备

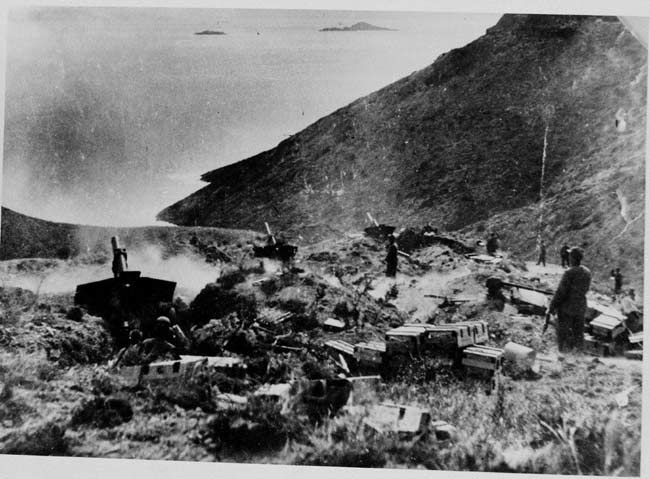
解放军炮兵猛烈轰击一江山岛

1955年1月18日早上8时，解放军空军第20师出动3个圖-2轰炸机大队27架飞机，副师长张伟良为空中总领队，24架依尔－10型强击机和12架拉－11型战斗机组成的强大混成编队，对一江山岛北江山的中山村、中心村、了望村、重要村和南江山的胜利村、180高地等实施航空火力突击，以摧毁岛上纵深核心工事及炮兵阵地、通信、指挥系统，至9时以后，轰炸结束，小島落彈12000發。与此同时，为了迷惑國軍并压制大陈岛上高射炮、榴弹炮阵地，空军与海军航空兵由2个圖-2中队9架轰炸机和12架伊尔－10型强击机组成的另一个编队，在12架拉－11型战斗机的直接掩护下，飞抵大陈岛上空，轰炸了国军的气象台、导航台、115高地炮兵阵地和环状防御围墙等，位于大岙里的“大陈防卫司令部”指挥系统。
1月18日12时05分，解放军炮兵55门大炮组成的炮群，对一江山岛进行了7次火力急袭和6次监视射击，12000枚炮弹把一江山包围在了火光、共发射4万发炮弹。直到陆军抵岸前10分钟，炮兵还进行了最后一次火力急袭。是役炮兵总共射击7次，历时127分钟，发射炮弹400多吨，平均每门炮发射了280发，有的达到了400多发。解放军登陆前后，陆海空军的火力实现了有效衔接，压倒了一江山岛和大陈岛上国军的火力，并摧毁了一江山岛上国军的大部分火力点，为解放军登陆创造了有利的条件。13时空20师再次出动3个圖-2轰炸机大队对一江山岛轰炸。
1月18日13时16分，由解放軍海军“南昌”号、“济南”号、“沈阳”号、“武昌”号、“兴国”号、“遵义”号等38艘护卫舰、炮舰、护卫艇和船载火箭炮组成的编队抵近一江山，进入海上射击阵地，向國軍阵地进行直接轰击。13时18分，海军航空兵9架杜―2鱼雷轰炸机，从上海大场机场起飞，在空军8架拉―11歼击机的掩护下，再次对一江山进行第二轮火力攻击。与此同时，空军21架轰炸机和24架伊尔―10强击机已经把一江山岛的北江山炸成火海，烟雾升腾数百公尺高。

### 登陆部队上船集结与航渡
1月17日夜“河”字号登陆舰装载3000余步兵指战员进入预定作战集结港口石浦港；随后4艘“碾庄”型登陆艇装载步兵178团的897名指战员也抵达石浦港；
1月17日夜，人民海军百余艘参战舰艇分别从定海港、石浦港、檀头山锚地，开进位于头门山以北海域的战役预备出发海域隐蔽待命。
1月18日12时43分至13时22分，运送登陆部队的艇队分别从蒋儿岙、头门山岛分4路向一江山岛进发。在待机海域，3600名陆军指战员的138艘登陆艇编队，排成波浪形战斗队形，分成3个方向泛水。14时10分，登陆部队第一梯队在火力支援下，按预定计划，以7个突击连28个突击排的兵力完成战斗展开，同时向南江山和北江山的7个登陆点敌前强行登陆突击。海军航空兵第1师第4团拉－11歼击机以中队为单位，组成空中警戒中队，直接掩护登陆艇队的安全渡海。30艘护卫舰和护卫艇组成的战斗编队，作为开路先锋，分别从登陆艇编队两侧，为登陆部队保驾护航。
为把控战区制空权，海军航空兵第4师第12团的米格－15歼击机，不规则地间隔起飞28架次，警戒一江山岛以南、大陈岛以北地区上空；海军航空兵第2师第6团和第4师第10团各两个大队的米格－15歼击机先后出动32架次，在大陈岛以南和东南空域进行警戒，迫使国军飞机无法靠近战场。

### 登陆作战

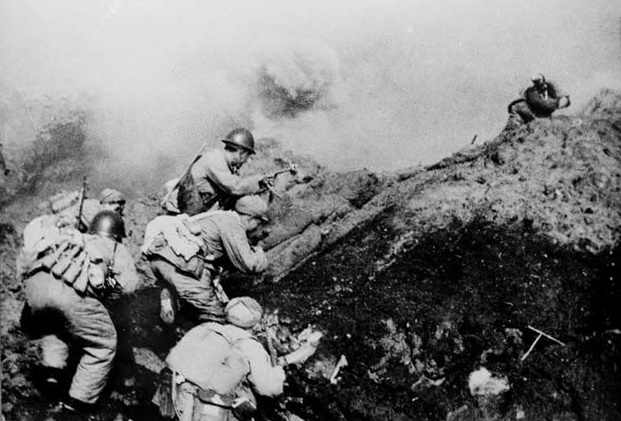
解放军登陆突击部队向一江山岛的制高点203高地进攻

下午14点20分，解放军开始分三路进攻一江山岛。守军依托明碉暗堡，实施“歼敌于水际”，在一江山的海门礁、乐清礁、三山礁和向阳礁的突出部展开激战。海军216登陆艇，在26岁的艇长杨春苗率领下，顶着强大的直射火力，靠上登陆点，把步兵第178团突击2营第5连送到北江山。海军212艇艇长于延增双腿被炮弹打断，大腿骨露在外面，鲜血流满甲板，仍坚持坐在甲板上指挥抢滩。208艇艇长沈振安头部被弹片击中，顾不上包扎坚持指挥准时登陆。209艇艇长骆福荣身负重伤，躺在甲板上一边指挥一边帮战士们压子弹。
14时29分30秒解放军20军60師178团2营第5连，在连长毛坤浩和指导员洪阿毛的带领下，首先登上一江山岛的最北端乐清礁的狭长地段。毛坤浩立即发射了三颗红色信号弹，并用超短波报话机向登陆指挥所报告成功登陆。首批登陆的解放军经过奋战，突破国军的堑壕，稳定了局面。守军“歼敌于水际”计划未成后，开始实施“以预备队逆击”计划，利用有利地形，对登陆部队进行集中火力射击。步兵第5连遭國軍预备队反突击，伤亡惨重，仍激战向前，彻底占领乐清礁，发出三颗绿色信号弹向指挥部报告。海军舰艇炮火集中对203高地工事和炮兵阵地猛烈轰击，为第5连争夺制高点扫清障碍。第5连占领了第二道支撑点，开始了争夺203高地的战斗。在舰艇直射火力支援下，第5连接连摧毁了國軍4个地堡，15时05分负伤的连长毛坤浩把红旗插在了203高地的最高点。紧接着，160、180、190三个高地，也先后插上了红旗。
178团6连因为搞错了方向，连长未经请示就决定在湾部登陆，结果遭到国军三面火力夹击，伤亡20余人，但6连将士仍旧頑強作战，终于突破了国军的第一道堑壕，稳定了局面。
第二路解放军从一江山岛东面登陆，首批登陆的几个连登陆部队进展顺利，仅其中1连遭到国军水线地堡的突袭，又没有利用炮火开辟的通道，反而机械的自行组织爆破，滞留了4分钟，造成较大伤亡。3排在排长率领下从峭壁攀上去，解了围。第二路部队夺占国军第一线阵地，控制了一线滩头阵地，第二梯队也随即登陆。
第三路解放军是180团2营的部队，夺占南一江山岛。5连仅用了11分钟，就连续突破国军两道封锁线。7连用了30分钟从滩头打上了山顶，夺占了160高地。
14时37分，各登陆部队均已到达预定登陆点，开始实施背水攻坚。利用炸药包、火焰喷射器和手榴弹等武器歼灭了坑道和岩洞中的国军。15时02分，解放军攻占了一江山岛国军司令部所在地同时也是一江山岛的制高点北一江山岛的203高地，国军一江山岛指挥官王生明阵亡，副指挥官王辅弼被俘。

### 战役尾声

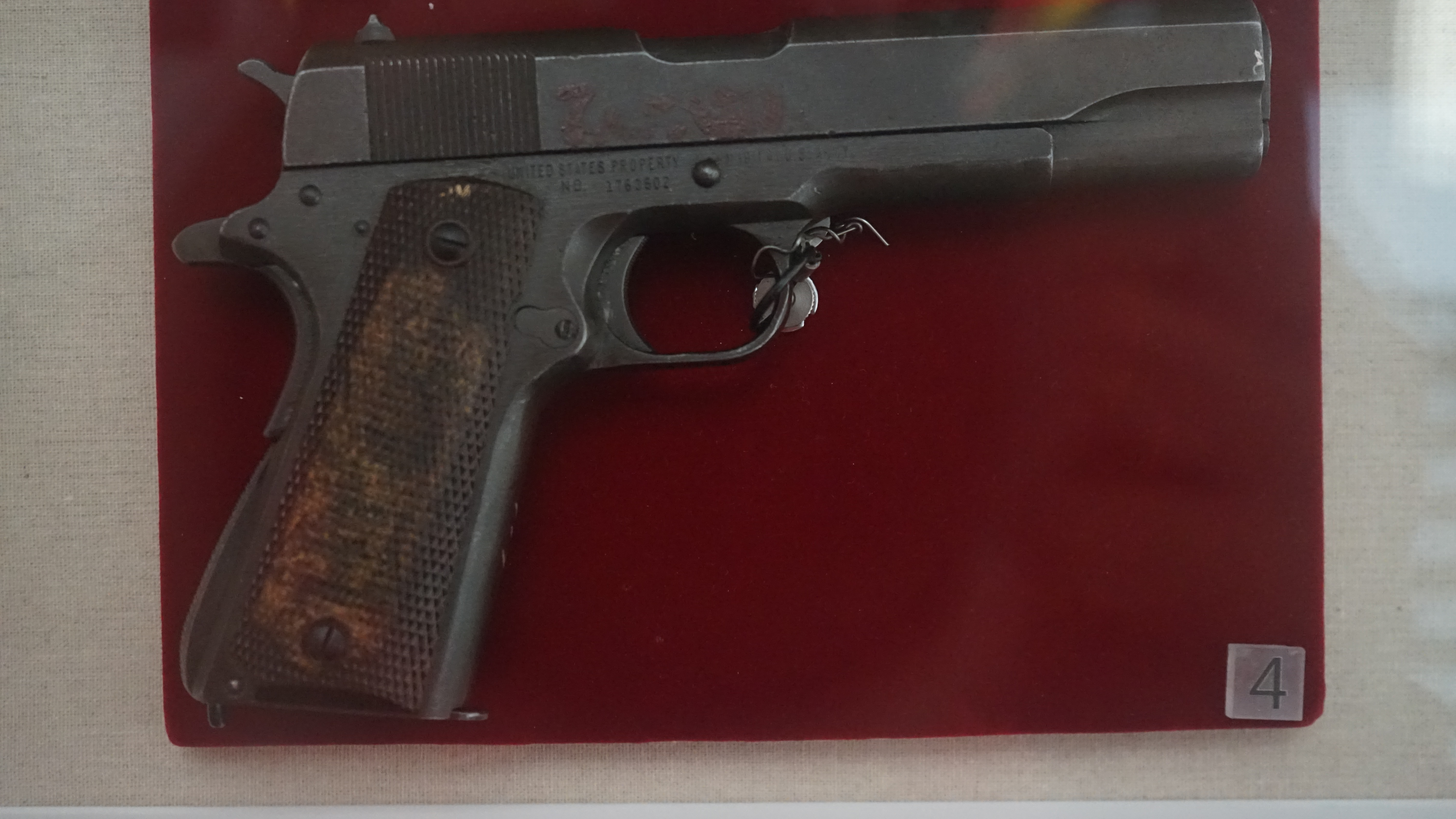
攻克一江山岛时缴获的美国造柯尔特M1911A1式0.45英寸手枪。现藏军事博物馆。

第一波解放军登陆后半小时，下午3时，第二梯队登陆上岸，并在一江山岛海门礁设立团指挥所。两小时后，解放军夺取了国军核心阵地，国军一江山岛指挥官王生明阵亡，副指挥官王辅弼被俘。在解放军还在肃清残敌之时，16时30分，张爱萍和王德、马冠三等前指指挥员登上了一江山岛。
1月19日2时之前，解放军肃清了全部國軍，而南一江山岛的战斗，也随着解放军登陆的第二梯队部队歼灭北江东部最后一批国军據点而结束。一江山岛战役結束，解放军控制全島。
1月19日，空20师奉命出动2个大队18架圖-2轰炸机，超气象条件穿云在6,000公尺高空用500kg高爆航弹对大陈岛指挥所、雷达站、炮兵阵地重点轰炸。

## 爭議

### 双方伤亡

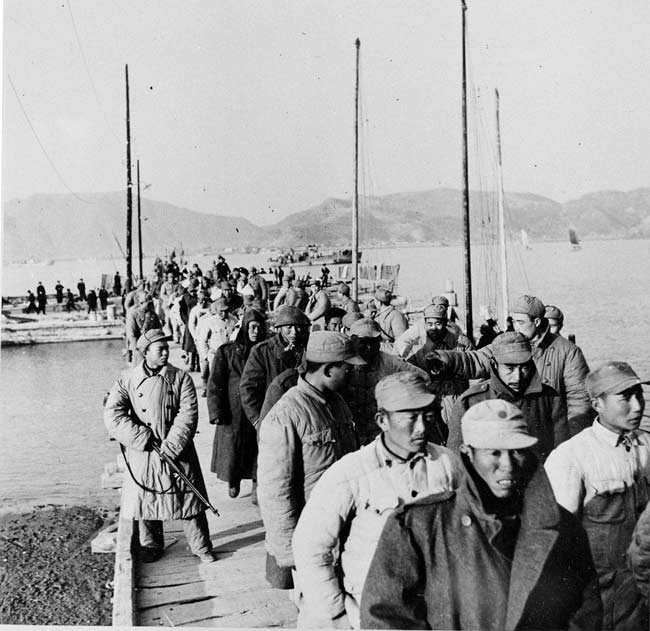
一江山岛战役的国军战俘照片

解放军稱国军一江山岛指挥官王生明阵亡，副指挥官王辅弼被俘。至19日2时之前，解放军肃清了全部国军。解放军393人陣亡，1,024人受傷；国军519人阵亡，567人被俘。解放军方面认为解放军方面伤亡较大主要是部队登陆后经常遭到国军暗火力点袭击所致。
中華民國方面認為上岸解放軍近7,000人，守軍為720人；王生明司令率部奮戰至20日下午四時許，彈盡援絕，拉開僅存一顆手榴彈保險，自殺陣亡；計殲敵3,000餘，毀敵機5架、沉共艦多艘。最初以為守軍全數陣亡，自1991年放回戰俘後，根據一江山烈士遺屬協會的調查，國軍死傷人數為500多人，遭俘100多人，國軍指揮官王生明之子王應文認為真正被俘的守軍數字，絕對不到共軍宣稱的567人。“中共拿不出567人的名單，現有的戰俘照片裡，也從未一次出現十幾人以上。”1991年前後，就有當初被俘生還的官兵陸續申請来台，根據國防部資料，總數達131人。

### 王生明结局
解放军方面并未对王生明阵亡的过程进行很详细的描述，仅记载王生明被手榴弹炸死。相反，国军方面对王生明阵亡的经过有各种详细的描述。
龍應台在《中國時報》副刊發表的《冷酷的政治盤算》中提到：
「一江山戰役……，在歷時61小時12 分鐘狂烈戰火之後，四千多名國軍士兵戰死，……指揮官王生明和大陳長官處的最後通訊是：『現在敵人距我只有五十公尺，我手裡有一顆給我自己的手榴彈。』」
根据臺北市政府軍人公墓一江山烈士紀念園區網站的資料：1月18日7時58分，解放軍開始进攻一江山，至14時28分，先後出動飛機190架次，投擲500磅炸彈500枚，發射艦砲岸砲4萬1,000餘發，而國軍指揮官王生明指揮還擊，傷解放軍軍艦及砲艇各一艘，燬飛機一架，王生明亦在砲火下負傷。14時35分至14時49分，解放軍陸戰隊第一波3,000餘人，在向陽礁海門礁及南江山強行登陸，國軍迎擊，殲解放軍於水際者約700餘人，但解放軍仍不斷增援，15時41分，解放軍大量使用火燄噴射器，展開塹壕戰鬥，佔113高地，王生明乃以電話報告劉廉一表示必死決心，率部逆襲，重夺113高地。解放軍第二波約1,000人由西咀頭增援，入暮更以火燄噴射器全面攻擊，然而國軍仍堅守132、121、95高地等三個據點抵抗。19日黎明，解放軍增援千餘，發砲1,800餘發，121高地尚在射擊抵抗。20日拂曉，解放軍復增援500餘人，向國軍陣地作第三度總攻，至下午4時左右，相距僅50公尺，王生明乃率殘餘傷患衝殺，最後拉發僅存之１枚手榴彈。
國軍方面同时稱国军一江山副指挥官王輔弼負傷頭蓋骨被削掉一塊，昏迷後被俘。
解放軍方面則稱，在攻佔全島後，20日巡邏隊開始肅清暗碉堡，王生明的指揮部是一座較深的地下碉堡，堡內有密道通往海邊一個能上下小艇的山洞出口，此時王生明和一些隨從透過密道前進至該處躲藏，卻聽到解放軍在上方懸崖搜索的聲音和一些落石掉下，以為被發現主動開槍，解放軍以為有殘存敵人，將大量手榴彈往下扔，把下方人包含王全部炸死。

### 战争持续的时间
关于战争持续的时间，王生明的兒子王應文持有异议，他称戰爭絕不只3小時，因為自大陳聽到的炮聲是18號最烈，晚上沉寂，19號早上又起，到20號還有槍聲。王應文在1995年訪問一江山，曾經參戰的解放軍老戰士向他表示，死亡人數遠超過400人，解放軍是一路踏屍前進，被自己飛機誤炸而死的也不少，此一说法係孤证。不过解放军方面表示解放军登陆后，解放军空军已经没有炮弹了，仅仅是俯冲对国军进行恐吓，以利解放军作战。

## 后续

### 《福爾摩沙決議案》
1955年1月29日美國國會通過了《福爾摩沙決議案》，授權美國總統艾森豪威尔可以出兵保護中華民國統治的島嶼，對抗中華人民共和國的侵略。艾森豪威尔威脅要用原子彈，周恩來聲明不怕美國威脅。

### 大陳島撤退
解放军攻占一江山岛后，火炮射程已经可以覆盖大陈岛。1月19日，解放军海军航空兵第一师的圖-2轟炸機从上海起飞，轰炸大陈岛的指挥所和气象台、通信枢纽部。1月30日，空军第20师圖-2轟炸機再次轰炸大陈，守将刘廉一向国防部长俞大维报告称大陈唯一的水库被摧毁，库水流尽，不要说防守作战，就连军队和百姓的饮水都发生了困难。解放军攻占大陈岛已经有绝对把握。
中華民國國防部部長俞大維第一個建議總統蔣中正大陳不可守、不能守、不必守，應集中兵力確保金門、馬祖。蔣思考後接受他的看法。美國第七艦隊於1955年2月使用的132艘艦艇和400架飛機由大陳島上撤出14,500名平民，10,000名國軍，4,000名游擊隊員，40,000噸軍事裝備和物資，結束了第一次台灣海峽危機。三天之后，解放军进占大陈列岛。至此，解放军攻占全部浙东沿海岛屿，仅剩福建沿海的金门和马祖还在国军手中。

### 被俘國軍抵台
一江山戰役結束後，中華民國發布新聞，稱一江山戰役參戰國軍共720人全部陣亡，無一生還。鳳凰衛視稱中華民國國防部的文件中記載，當時實際參加一江山戰役的國軍軍官116人，士兵923人，總計1,039人，這與對外公布的總計720人全數罹難不同。中華民國政府並不願意承認有國軍被俘。1970年代，經中华人民共和国方面批准，被俘的林群雄（當年從國府保密局轉調至一江山島，擔任王輔弼第四大隊第8分隊分隊長，後被俘）等20名一江山戰役國軍戰俘聯署要求回台灣，蔣中正經過多方考量，未予准許。
1991年起，部分一江山島被俘國軍陸續来到台灣。一江山戰役戍守島上203高地的陸軍上士陳小斌，在事隔56年後的2011年2月15日来台灣定居，中華民國陸軍司令楊天嘯上將親自前往接機。儀式後，隨即前往三軍總醫院檢查身體。并前往文山區戶政事務所申辦設籍，以及在國防部辦理退除役給與等作業，暫時安置於新北市的「居安一莊」單身退員宿舍居住。陳小斌回憶一江山戰役當時從隔岸、空中而來的砲火十分猛烈，據點內機槍也因頻繁擊發而發燙不能使用，他右眼被解放軍擊傷，又受砲火炸傷雙腳而昏厥，戰爭結束後被解放軍在清掃戰場時發現而被俘，醫治痊癒後，因為匪軍特務的罪名，被送至山西煤礦勞改23年，之後獲得平反釋放，但他自願留在該煤礦礦區工作至退休。

## 评价
一江山岛战役是解放军首次「陆、海、空军联合作战」，迫使國軍撤出大陳島，解放军顺利进占大陳島，并逐步攻占除金门、马祖以外的全部沿海岛屿。
中华人民共和国方面认为，战役打击了中美共同防禦條約，迫使2万多国军主动从浙江沿海岛屿撤离，使其失去一个赖以进行襲擾活动和反攻大陆的跳板，改变了双方斗争形势。
中華民國方面认为，一江山島守軍奮戰２日，力守僅1.75平方公里的小島，不僅震撼國際視聽，1月29日美國國會通過了《福爾摩沙決議案》，授權總統艾森豪威尔「可出兵保護台灣及其固有控制之島嶼」，美國2月出动舰队协助撤退大陳島軍民。國軍在制海、制空權都落入解放軍，陸軍兵力也極度劣於解放軍的局勢之下，還能苦守２天，使解放軍傷亡數超過國軍，王生明“不辱使命”。

## 陵園与紀念

### 中国大陆

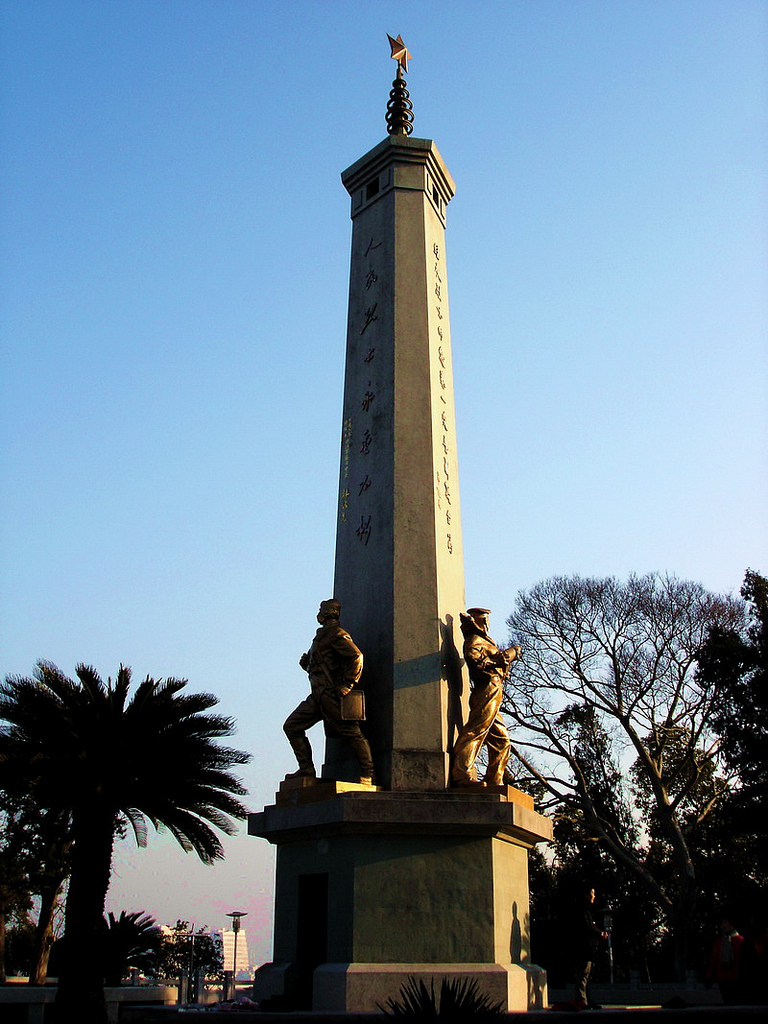
台州市椒江区解放一江山岛战斗紀念塔

攻打一江山陣亡的解放軍官兵安葬在台州市椒江區枫山北麓的烈士陵園（28°40′04″N 121°26′25″E / 28.66764°N 121.440403°E），陵园占地总面积44.62万平方米。烈士陵園建有解放一江山岛战斗紀念塔，该塔始建于1955年10月，1956年4月完成。塔高18米，为陵园内最高、最具象征性的建筑物。基座青石砌筑，上为混凝土塔身，塔体为不等边的六边形，长边的三面分别雕塑一位陆、海、空军的军人塑像，象征着陆、海、空军联合作战。塔尖装饰红五星灯，塔的正面有时任浙江省省长沙文汉题字：“解放一江山岛战斗纪念塔”，两侧分别为解放軍浙江军区司令员林维先中将题词“人民烈士永垂不朽”、解放軍第20軍軍長廖政國題词：「繼承烈士的遺志，一定要解放台灣！」基座上另勒石颂扬纪念，其中有“纪念中国人民解放军于一九五五年一月十八日首次陆、海、空军部队联合作战，一举解放一江山岛的辉煌胜利和为国英勇牺牲的烈士”。
除了枫山北麓的烈士陵园外，一江山岛上的原战场（28°37′N 121°49′E / 28.61°N 121.82°E）也被开发，号称为中国“国内目前保存最完整的现代战争遗址”。岛上保存有碉堡、暗堡、炮位、堑壕、营房、埠头等150多处，建立冥想厅、战役史料馆、影视馆、战斗体验区、武器陈列馆等。203高地被改造成静思台追思纪念区。战役遗址和烈士陵园一同列入第八批全国重点文物保护单位。
- 中国人民革命军事博物馆东二层全国解放战争馆解放一江山岛战斗展区
- 台州市椒江区青年路一江山岛登陆战纪念馆，建筑面积4,200平方米，占地面积8,666平方米，布展面积2,400平方米。[41]
- 解放一江山岛烈士纪念碑，高3.8米，宽1.1米，正面碑文是一江山战役总指挥、浙东前线总指挥部司令员张爱萍的题词:“为解放一江山岛献出生命的陆海空先烈永垂不朽”。 碑的背面有南京军区原司令员许世友将军的题词：“碧浪万千重，多少英雄，当年小试海陆空。愁岛荒山今胜地，万紫千红。立石志奇功，壮志长虹，遥看海峡走蛇虫。誓扫妖氛还国土，金马台澎”。[41]
- 解放一江山岛烈士纪念馆，位于陵园北面小山上，于1962年建造完工。为圆形天坛式五层建筑。门口匾额“烈士纪念馆”和楹联“悼英雄壮烈精神万古长青，继遗志一定解放金马台澎”，为时任浙江省省长周建人撰书。[41]

### 台湾

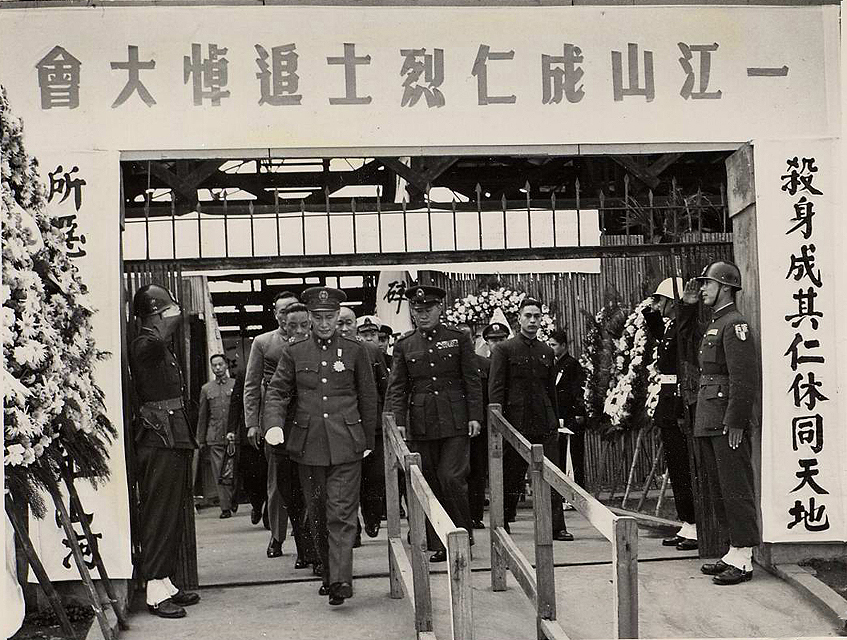
蒋總統與時任救國團團長蔣經國亲临一江山岛战役战殁者追悼仪式，画面中部着军装，佩勋章者为蒋中正，蒋经国在其身后。

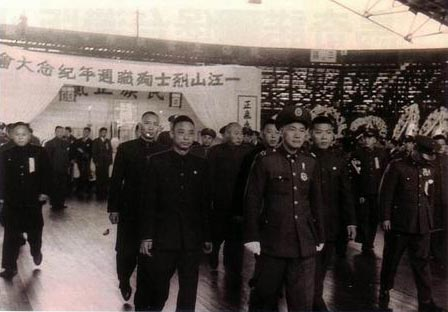
1956年，蒋中正出席一江山岛战役战殁者周年祭。

国军王生明與部屬的遺骸都被解放軍焚毀，無從尋得。王生明阵亡後，由蔣中正總統在臺北親臨致祭，追晉為陸軍少將，並入祀做為國家級「首都忠烈祠」的國民革命忠烈祠。第一夫人宋美齡為一江山阵亡官兵孤兒與大陳島撤退來台的孤兒，在臺北設立了華興育幼院。1956年，蔣中正親自出席一江山島戰役戰歿者周年祭。
台北市南港軍人公墓一江山烈士紀念園區一江山陣亡烈士紀念碑。台北市市長馬英九於一江山戰役五十週年（2005年）於台北市南港軍人公墓的一江山陣亡將士紀念碑前，以「一身都是膽，英靈佑江山」為題。立上五十週年紀念文碑。其中有「此役國軍在孤島守將王生明將軍指揮下，以少敵多，以弱抗強，雖臨糧盡水枯，彈絕援斷之困境，仍秉我生國死、我死國生之節義，拼死痛殲數倍共軍，終成英魂，成全大義，為我國近代寫下可歌可泣之史頁。」
2010年1月20日中華民國總統馬英九出席在三軍軍官俱樂部舉辦的「一江山烈士殉國五十五週年」紀念會，向親率1,030位官兵，死守一江山陣地的王生明將軍與720位戰歿者表達敬意與追思。馬英九表示兩岸不論往後如何發展，一江山戰歿者所留下來的歷史，絕對不能忘記，記住這段歷史，才有更大的動力促進兩岸的和平發展。
- 台北市南港區一江山烈士紀念園區
- 台北市中山區一江街、一江公園紀念碑
- 台北市士林區至誠路（王生明字至誠）

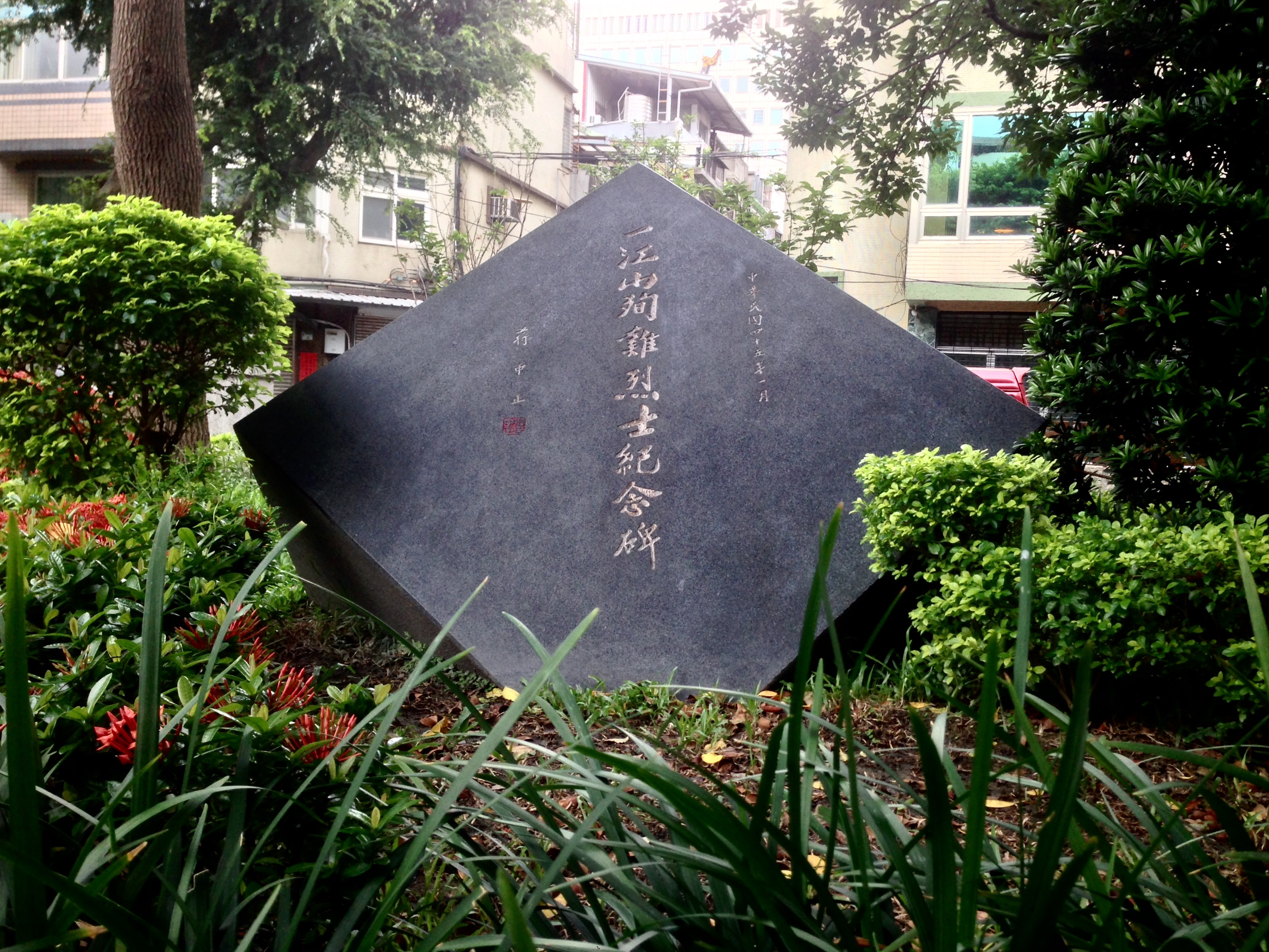
一江公園一江島殉難烈士紀念碑

- 新北市中和區一江新村（1955年）一江堂及紀念碑、改建一江新城（1982年）
- 基隆市十方大覺寺旁一江山烈士紀念祠
- 台中市太平區一江橋、大甲鎮瀾宮供奉的一江山烈士牌位
- 嘉義市東區嘉義公園一江山陣亡將士紀念碑（1956年9月由代理嘉義縣縣長金輅立碑）

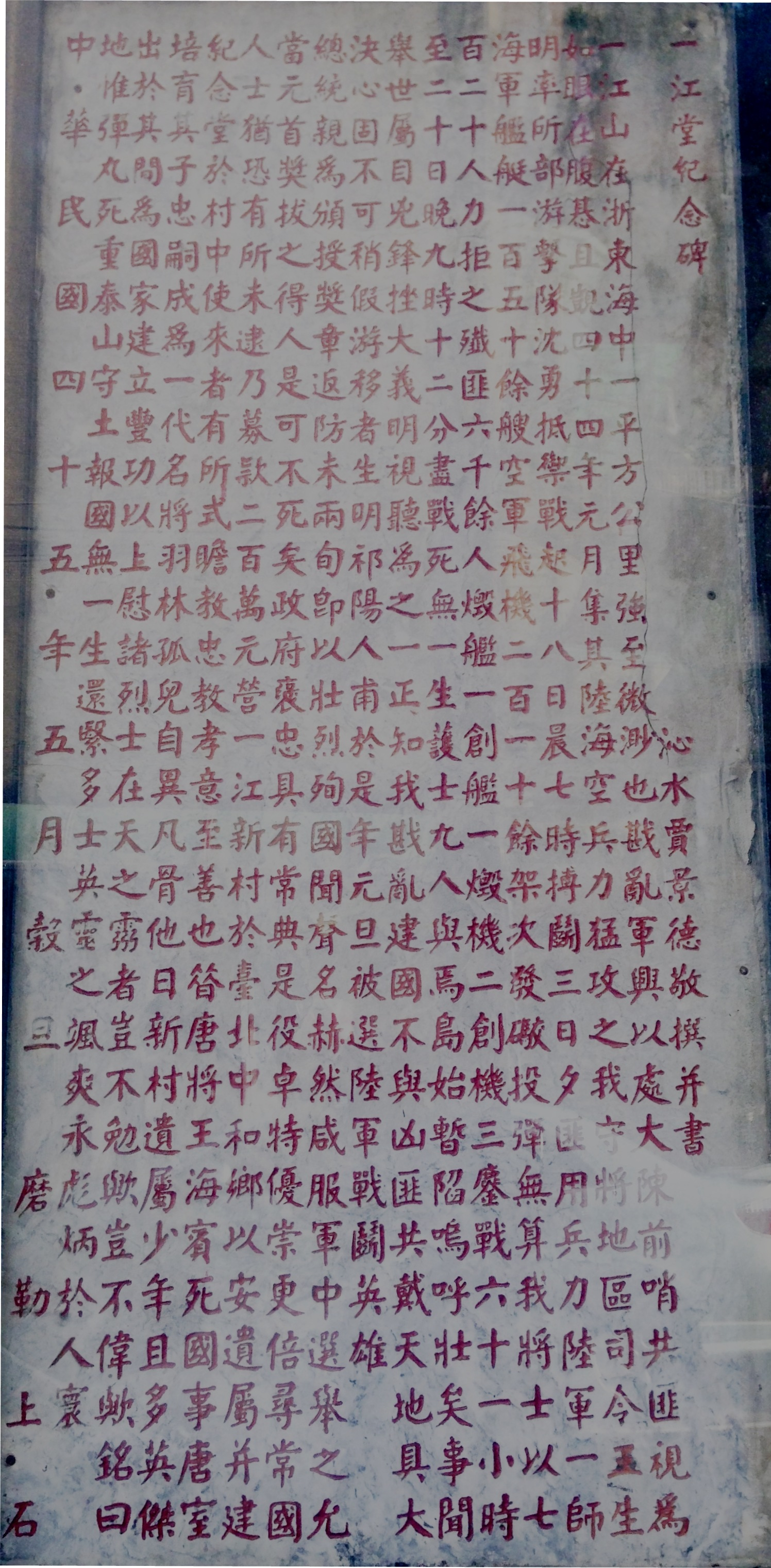
位於新北市中和區一江新城的一江山紀念碑文。

- 高雄市鳳山區王生明路 22°37′04″N 120°21′46″E / 22.6179°N 120.3627°E
- 高雄市苓雅區至誠路
- 澎湖生明營房以及營房內的生明樓

## 艺术创作

### 文学
1955年1月18日下午4时，在一江山岛战役还在激战之时，张爱萍就率领部分前指成员登上了一江山岛，巡视战场。张爱萍当场作了一首词《沁园春·一江山登陆战即景》（于1988年4月21日重新修改）：

东海风光，寥廓蓝天，滔滔碧浪。看骑鲸蹈海，风驰虎跃；雄鹰猎猎，雷击龙翔。雄师易统，戎机难觅；陆海空直捣金汤，锐难当。望大陈列岛，火海汪洋。

料得帅骇军慌，凭一纸空文岂能防。忆昔诺曼底，西西里岛，冲绳大战，何须鼓簧。“固若磐石”，陡崖峭壁，首战奏凯震八荒。英雄赞，似西湖竞渡，初试锋芒。

### 绘画
1957年，画家彭彬创作了油画《解放一江山岛》，现藏于中国人民革命军事博物馆东二层“全国解放战争馆”。

## 外部連結
- 紀念一江山戰役五十周年 （页面存档备份，存于） 榮民文化網
- 一江記憶 APP （页面存档备份，存于） 下載